# Mia
„Mia” (în limba română: „A mea”) este un cântec al interpretei mexicane Paulina Rubio. Acesta fost compus de Emilio Estefan pentru cel de-al șaptelea material discografic de studio al artistei, Pau-Latina. „Mia” a fost lansat ca cel de-al patrulea extras pe single al albumului la începutul anului 2005.
Piesa ocupat locul 8 în Billboard Hot Latin Songs și locul 13 în Mexic.

## Clasamente
| Clasament (2004)                   | Poziția maximă | Referință |
| ---------------------------------- | -------------- | --------- |
| Argentina Singles Chart            | 21             | [ 3 ]     |
| Columbia Singles Chart             | 14             | [ 3 ]     |
| Mexic Singles Chart                | 13             | [ 3 ]     |
| Spain Singles Chart                | 37             | [ 4 ]     |
| Billboard Hot Latin Songs          | 8              | [ 2 ]     |
| Billboard Latin Pop Airplay        | 5              | [ 2 ]     |
| Billboard Regional Mexican Airplay | 5              | [ 5 ]     |